# Keroka
Keroka – miasto w Kenii, w hrabstwie Nyamira. W 2019 liczyło 10,9 tys. mieszkańców. 